# Plococidaris
Plococidaris is een geslacht van zee-egels uit de familie Cidaridae.

## Soorten
- Plococidaris verticillata (Lamarck, 1816)